# Chó Husky

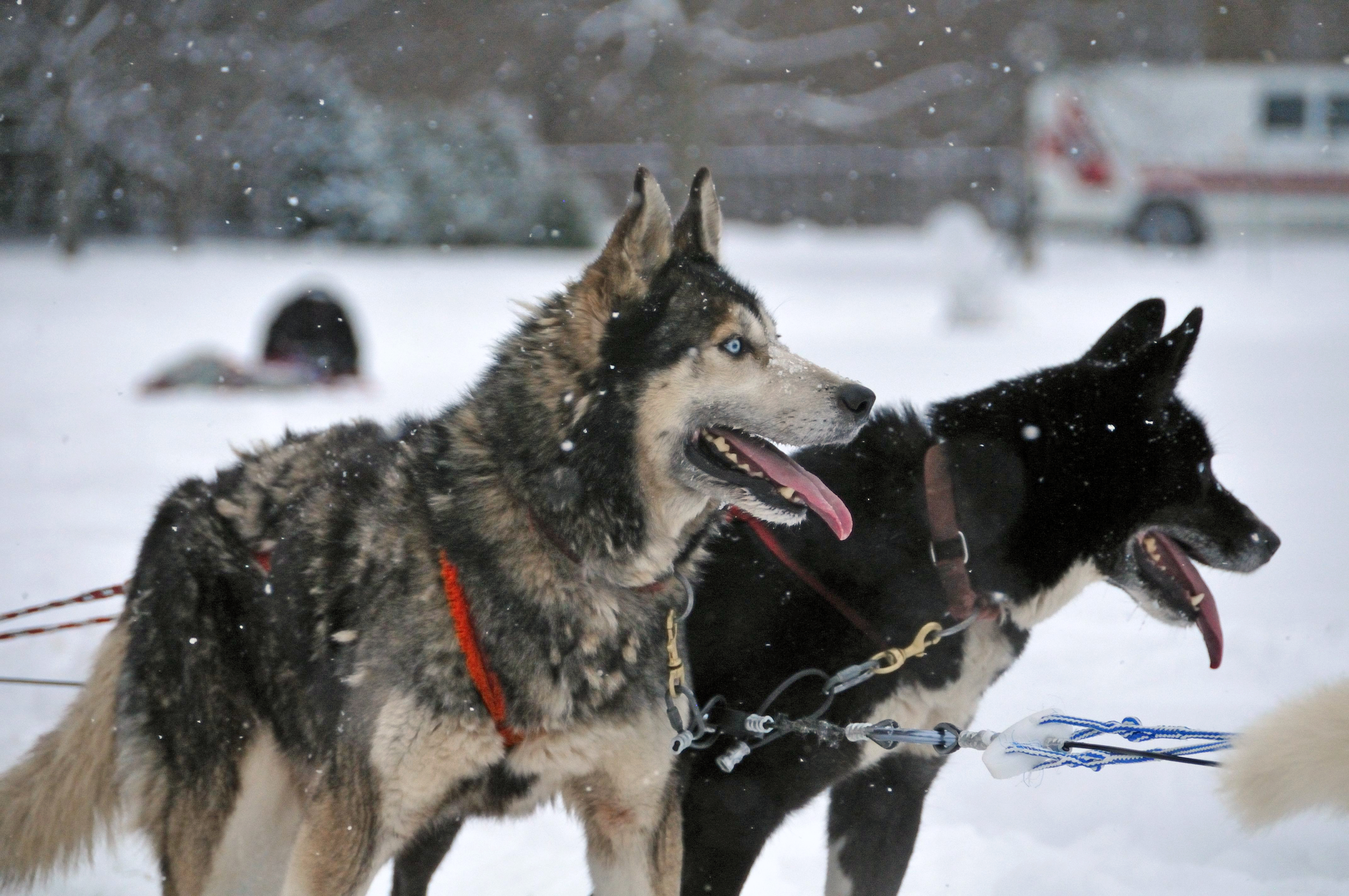

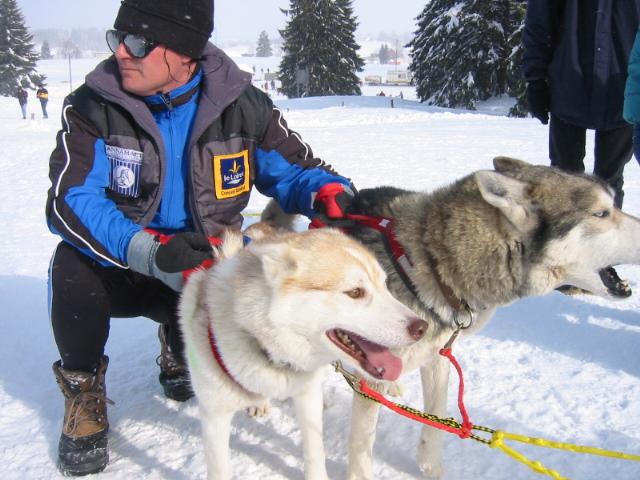

Chó Husky là tên gọi chung cho một loại chó kéo xe được sử dụng ở các vùng phía bắc, khác biệt với các loại chó kéo xe trượt tuyết khác bởi tốc độ kéo xe nhanh của chúng. Husky là một giống chó lai luôn thay đổi của những con chó nhanh nhất. Ngược lại, Alaska Malamute là giống chó "lớn nhất và lâu đời nhất trong số những con chó kéo xe trượt tuyết tại Bắc Cực", và được sử dụng để tải trọng nặng hơn. Chó Husky được sử dụng trong đua xe trượt tuyết. Trong những năm gần đây, các công ty tiếp thị du lịch bằng việc trải nghiệm chó kéo xe trượt tuyết cho du khách ưa mạo hiểm trong khu vực tuyết hoạt động tốt. Ngoài ra, chó Husky còn được nuôi với vai trò là một vật nuôi và các nhóm hoạt động nhằm tìm kiếm chủ cho những con chó đua và chó kéo xe trượt tuyết về hưu.

## Từ nguyên
Từ "Husky" có nguồn gốc từ một từ được đề cập đến người Bắc Cực nói chung, Inuit (hay còn gọi là Eskimo), "... được gọi là 'huskies', một sự rút gọn lại của từ 'Huskimos', cách phát âm của từ 'Eskimos' của các thủy thủ Anh Việc sử dụng từ Husky được ghi nhận từ năm 1852 để chỉ chó được người Inuit nuôi.

## Đặc điểm
Chó Husky tràn đầy năng lượng và tráng kiện. Chúng thường có một bộ lông hai lớp và có thể có màu xám, đen, đồng đỏ hoặc trắng. Đôi mắt của chúng thường có màu xanh nhạt, mặc dù chúng có thể có màu nâu, xanh lục, xanh dương, vàng hoặc dị sắc. Husky dễ bị mắc một số mức độ của chứng viêm màng mạch nho hơn hầu hết các giống chó khác.